# Rob Schroeder
Robert Schroeder (11 de maio de 1926 - 3 de dezembro de 2011) foi um automobilista norte-maericano que participou do Grande Prêmio dos Estados Unidos de 1962 de Fórmula 1.